# Gerry Connolly
Pour les articles homonymes, voir Connolly.
Gerald Edward Connolly dit Gerry Connolly, né le 30 mars 1950 à Boston (Massachusetts) et mort le 21 mai 2025 à Mantua (Virginie), est un homme politique américain. Membre du Parti démocrate, il est élu de Virginie à la Chambre des représentants des États-Unis de 2009 à 2025.

## Biographie
Gerry Connolly est originaire de Boston. Il diplômé d'un baccalauréat ès arts du Maryknoll College en 1971 et d'une maîtrise d’administration publique à Harvard en 1979.
Il est élu au conseil des superviseurs du comté de Fairfax en 1995, dont il prend la présidence à partir de 2004.
En 2008, il est élu à la Chambre des représentants des États-Unis dans le 11e district de Virginie avec 54,7 % des voix face au républicain Keith Fimian. Il affronte à nouveau Fimian en 2010 et n'est réélu que de justesse avec 49,2 % des suffrages contre 48,8 % pour le républicain, soit 981 voix d'écart. Il est réélu avec 61 % des voix en 2012 et 56,9 % en 2014.
Gerry Connolly meurt à son domicile de Mantua (Virginie) le 21 mai 2025 à l'âge de 75 ans des suites d'un cancer de l'œsophage,.